# Fritiof Fryxell
Fritiof M. Fryxell, född 27 april 1900 i Moline, Illinois, död 19 december 1986 i Rock Island, Illinois, var en amerikansk geolog och bergsklättrare. 
Han var mest känd för sin utforskning av och bok om bergskedjan Teton Range i Wyoming. Han blev år 1929 Grand Teton National Parks första naturguide, en position han höll i sex år. Han har senare skrivit böcker om sina expeditioner i den amerikanska västern.
Fryxell var son till John och Sophie Fryxell, som var svenska immigranter. Han studerade vid Augustana College i Rock Island där han studerade biologi och engelska.